# Cryphia protracta
Cryphia protracta là một loài bướm đêm trong họ Noctuidae.